# Caraí
Caraí is een gemeente in de Braziliaanse deelstaat Minas Gerais. De gemeente telt 22.392 inwoners (schatting 2009).

## Aangrenzende gemeenten
De gemeente grenst aan Araçuaí, Catuji, Itaipé, Novo Cruzeiro, Novo Oriente de Minas, Padre Paraíso en Ponto dos Volantes.